# Matthew Goodwin
Matthew James Goodwin (nascido em 1981) é um comentarista político de direita, cientista político e ex-acadêmico britânico reconhecido por suas pesquisas sobre populismo e movimentos de direita. Atualmente, ele é apresentador na GB News.
Sua função acadêmica mais recente foi como professor de política na Escola de Política e Relações Internacionais da Universidade de Kent, onde trabalhou por nove anos antes de sair em julho de 2024. Ele também serviu na Comissão de Mobilidade Social de setembro de 2022 a 2023.
Ele é autor de dois best-sellers do Sunday Times: Values, Voice and Virtue: The New British Politics e National Populism: The Revolt Against Liberal Democracy (coautoria com Roger Eatwell). Também é coautor de Revolt on the Right: Explaining Support for the Radical Right in Britain (com Robert Ford), que foi pré-selecionado (long-listed) para o Prêmio Orwell de 2015.
Goodwin tem um grande número de seguidores em sites como Twitter/X e Substack, onde é conhecido por seu comentário de direita e anti-imigração.

## Início da vida e educação
Goodwin formou-se com um Bacharelado em Artes em política e história contemporânea pela Universidade de Salford em 2003 e obteve um Mestrado em Artes em ciência política pela Universidade de Western Ontario em 2004. Concluiu seu Doutorado sob a supervisão de Roger Eatwell na Universidade de Bath em 2007.

## Carreira

### Acadêmica
Goodwin foi Pesquisador no Institute for Political and Economic Governance da Universidade de Manchester de 2008 a 2010 e então Professor associado de política na Universidade de Nottingham de 2010 a 2015. De 2015 a 2024, foi professor de política na Escola de Política e Relações Internacionais da Universidade de Kent. De acordo com o jornalista James Ball, lecionar em Kent envolvia uma longa viagem de Londres para Goodwin e, por volta de 2016, ele tentou obter uma cátedra em universidades de Londres. Ele aceitou uma demissão voluntária e deixou a Universidade de Kent em 31 de julho de 2024. Goodwin afirmou que a demissão voluntária “fez sentido para mim, como alguém na casa dos quarenta que já passou muito tempo em universidades. Há pessoas mal-intencionadas tentando sugerir que saí por causa das minhas visões sobre eventos atuais. Não é esse o caso”. Sua pesquisa abrange diversos tópicos, incluindo Brexit, política britânica, as implicações do aumento da diversidade étnica no Ocidente e o futuro da Europa.

### Outras atividades
Paralelamente às suas posições acadêmicas, Goodwin foi pesquisador associado em Chatham House (The Royal Institute of International Affairs) entre 2010 e 2020, onde produziu relatórios sobre a ascensão do populismo, sobre euroceticismo antes do Brexit, sobre as diferentes “tribos políticas” na Europa, e sobre o futuro da Europa.
Em 2018, Goodwin publicou National Populism: The Revolt Against Liberal Democracy (coautoria com Roger Eatwell), que explicou os fatores que contribuíram para o Brexit.
Goodwin serviu na Comissão de Mobilidade Social de setembro de 2022 até 2023.
Ele é ex-pesquisador sênior do think tank UK in a Changing Europe e foi diretor fundador do Centre for UK Prosperity dentro do Legatum Institute. Goodwin faz parte do painel consultivo da Free Speech Union, um grupo que busca “contrariar as turbas do Twitter que abafam opiniões de que não gostam”. Ele atuou como consultor especializado do Comitê de Educação da Câmara dos Comuns sobre alunos “left-behind” e apresentou depoimentos a um Comitê de Projeto de Lei sobre a importância de defender a liberdade acadêmica nas universidades.
Em 2023, a revista New Statesman nomeou Goodwin como a 43ª figura política de direita mais influente do ano no Reino Unido. Em setembro de 2024, a newsletter de Goodwin no Substack estava em quinto lugar no ranking de “Top World Politics” da plataforma e era uma das maiores do Reino Unido.

### GB News
Em 2025, Goodwin se juntará a Jacob Rees-Mogg como apresentador do programa State of the Nation na GB News, substituindo Rees-Mogg às quartas, quintas e sextas-feiras.

## Comentários
A pesquisa e os escritos de Goodwin se concentram na política britânica, na direita radical e no Euroceticismo. Ele já escreveu para a New Statesman, para The Guardian, Prospect, The New York Times, Politico, Daily Mail, Evening Standard, Financial Times, The Spectator, The Daily Telegraph, The Times, UnHerd e Spiked. Ele já apareceu em noticiários da BBC e em programas como The Westminster Hour, Any Questions, Moral Maze, Newsnight, Politics Live, Channel 4 News, GB News e Planet Normal.
Um tema importante no trabalho de Goodwin é explicar o que ele chama de “realinhamento” da política britânica, no qual o Partido Trabalhista se tornou mais dependente do voto da classe média liberal e metropolitana, enquanto o Partido Conservador tem cada vez mais apelo junto à classe trabalhadora sem diploma universitário nas antigas áreas de base do Partido Trabalhista (o “muro vermelho”). Goodwin recomenda que partidos políticos “abracem” esse realinhamento movendo-se “à esquerda na economia e à direita na cultura”. Na manhã seguinte à vitória dos conservadores sob Boris Johnson na eleição geral de 2019, Goodwin tuitou que “é mais fácil para a direita se mover à esquerda na economia do que para a esquerda se mover à direita em identidade & cultura.” Kenan Malik escreveu que essa visão se baseava na suposição de que a classe trabalhadora era socialmente conservadora, e que “o problema com esse argumento é que a característica principal do Reino Unido nas últimas cinco décadas não foi o conservadorismo social, mas uma extraordinária liberalização”, citando exemplos como atitudes em relação à sexualidade, sexo antes do casamento e relacionamentos inter-raciais. Goodwin também criticou a resposta da “esquerda liberal” após o Brexit, afirmando: “Essa intolerância se tornou mais visível depois do voto pelo Brexit, quando vi muitas pessoas da esquerda ‘liberal’ atacando grande parte do resto do país como racistas, fanáticos, ‘gammons’ e idiotas, deixando claro que eles nunca tinham conhecido nenhum deles.” Ele também criticou o que percebe como a mudança dos progressistas radicais do liberalismo para o autoritarismo, silenciando visões opostas.
Em 2023, Gerry Hassan escreveu que “Goodwin é o acadêmico preferido do populismo de direita, mas parece não ter percebido que, nas últimas cinco décadas, governos conservadores de direita estiveram no poder três quartos do tempo”. Outros o caracterizam como um “acadêmico populista”, afirmando que ele teria passado de observador a participante, tornando-se um apologista do populismo. James Ball argumenta que foi por volta de 2016, com o referendo do Brexit e a eleição de Donald Trump como presidente dos EUA, que “a persona pública de Goodwin começou a se transformar de alguém que explicava como combater movimentos populistas e de extrema-direita para alguém que os explicava, justificava seus fins ou agia quase como um apologista deles”.

### Sobre diversidade, “wokeism” e racismo
Goodwin e seu coautor em National Populism, Roger Eatwell, argumentaram sobre os Estados Unidos que a polarização política foi causada por “uma fixação ou obsessão quase total entre os democratas e a esquerda liberal com raça, gênero e ‘diversidade’”. Em 2018, Goodwin, juntamente com outros comentaristas, incluindo Eric Kaufmann, Claire Fox, Trevor Phillips e David Aaronovitch, participaria de um evento intitulado “Is Rising Ethnic Diversity a Threat to the West?” (“O crescimento da diversidade étnica é uma ameaça ao Ocidente?”). Alguns pesquisadores argumentaram que o evento encorajaria a “normalização de ideias de extrema-direita” e criticaram a forma de enquadramento do título; o debate foi então renomeado para “Immigration and Diversity Politics: A Challenge to Liberal Democracy?” (“Imigração e Política de Diversidade: um Desafio à Democracia Liberal?”).
De acordo com Huw Davies e Sheena MacRae, as “preocupações de Goodwin sobre wokeism são um tema recorrente em sua produção”. Goodwin descreveu o “wokeism” como “uma pseudo-religião”. Ele atuou como conselheiro do Partido Conservador e, na eleição para a liderança do partido de julho–setembro de 2022, apoiou Kemi Badenoch, referindo-se a ela como “uma das conservadoras mais interessantes na política britânica em muito tempo”. Ele apoiou o plano do governo conservador de enviar requerentes de asilo para Ruanda, e aconselhou o partido a elevar a “proeminência de questões culturais”. Goodwin argumenta que partidos de esquerda, incluindo o Trabalhista, se afastaram de seus princípios fundadores, concentrando-se cada vez mais em políticas identitárias, especialmente sobre sexo e gênero.Predefinição:Primário Kenan Malik argumenta que agora Goodwin defende uma política que, dez anos antes, ele teria descrito como “tóxica”.
Em 2021, quando a Commission on Race and Ethnic Disparities (encomendada por Boris Johnson e presidida por Tony Sewell) argumentou que não havia racismo estrutural no Reino Unido, Goodwin afirmou que isso “desmonta a alegação central do ‘bando woke’ de que vivemos em uma sociedade fundamentalmente racista”. Ele também destacou vários casos de financiamento público para iniciativas que vê como sintomáticas dessa mudança cultural.

### Nacional-Conservadorismo e distúrbios no Reino Unido
Goodwin discursou na National Conservatism Conference de 2023, onde descreveu o Partido Conservador como em uma “espiral de morte prolongada”. Goodwin disse à CNN que os conservadores precisavam “decidir quem são e o que querem ser.” Para a The Atlantic, Helen Lewis escreveu que Goodwin fez “um discurso tipicamente pessimista”, que “mergulhou em dez minutos de pura poesia populista falada”. David Aaronovitch descreveu o discurso de Goodwin como um dos dois mais “politicamente coerentes” da conferência, chamando-o de “o professor de política que se tornou empreendedor político.” Goodwin respondeu a essas críticas em seus textos, incluindo “What Happened to Me?” e “Have I Become Radicalised?”. Explicando sua decisão de participar da conferência, Goodwin escreveu: “Não sou membro do Partido Conservador. E, a menos que algo mude, não pretendo votar nos conservadores na próxima eleição.” Ele explicou que sua decisão se deve ao fato de que “um dos debates mais interessantes e importantes na política atual é para onde vai o conservadorismo – não apenas aqui na Grã-Bretanha, mas globalmente”.
Durante os Distúrbios no Reino Unido em 2024 que se seguiram ao Esfaqueamento em Southport em 2024, Goodwin criticou comentaristas que rotularam os grupos envolvidos na violência como “extrema-direita”, escrevendo no X que houve “um esforço coordenado e mais provável orquestrado pela classe de elite para inflar ‘extrema-direita’ e estigmatizar & silenciar milhões de pessoas comuns que se opõem à imigração em massa e seus efeitos”. Goodwin elogiou a Hungria sob o primeiro-ministro Viktor Orbán, descrevendo-a como tendo “nenhum crime, nenhum morador de rua, nenhum tumulto, nenhum distúrbio”. O comentarista conservador Tim Montgomerie chamou as postagens de Goodwin de “incendiárias” e Joel Hills, da ITV News, perguntou: “Matt, você ainda está na Universidade de Kent? Pergunto porque é difícil imaginar um acadêmico sério publicando algo assim.” Robert Ford, com quem Goodwin escreveu Revolt on the Right em 2014, em agosto de 2024 “encerrou contato com Goodwin”, dizendo “tentei por vários anos argumentar com ele sobre isso, sem sucesso. Quando percebi aonde isso estava indo, cortei laços e me tornei um crítico mais público”.
Goodwin sustenta que a imigração no Reino Unido constitui uma “invasão”. Em um debate em 2025 sobre imigração com Al Jazeera e Mehdi Hasan, Hasan observou que Goodwin “foi para o lado nativista”.

### Previsões políticas
Em 27 de maio de 2017, Goodwin previu que o Partido Trabalhista (Reino Unido) não chegaria a 38% dos votos na eleição geral de 2017 e disse que comeria seu livro se isso acontecesse. Como o partido obteve 40,0% dos votos, Goodwin mastigou uma página de seu livro ao vivo na Sky News em 10 de junho de 2017.
Em março de 2024, Goodwin escreveu no The Sun que “Oito anos atrás fiz uma previsão política que levou as pessoas a pensarem que eu estava louco. Fui um dos poucos analistas a prever não apenas que a Grã-Bretanha votaria para sair da UE, mas também que os Estados Unidos elegeriam o presidente Donald Trump”. No entanto, Will Jennings, da Universidade de Southampton, observa que, ao falar em um evento na London School of Economics no dia do referendo do Brexit, Goodwin na verdade previu uma vitória do “Permanecer” por dois pontos. Embora Goodwin tenha dado a Trump mais chances do que alguns comentaristas nas eleições de 2016, ele escreveu que Trump “provavelmente fracassaria”. Goodwin também previu incorretamente que Trump venceria a eleição de 2020.

## Livros
- Goodwin, Matthew (2011). New British Fascism: The Rise of the British National Party. [S.l.]: Routledge. ISBN 978-0415465007
- Ford, Robert; Goodwin, Matthew (2014). Revolt on the Right: Explaining Support for the Radical Right in Britain. [S.l.]: Routledge. ISBN 9780415661508
- Goodwin, Matthew; Milazzo, Caitlin (2015). UKIP: Inside the Campaign to Redraw the Map of British Politics. [S.l.]: Oxford University Press. ISBN 9780198736110
- Clarke, Harold D.; Goodwin, Matthew; Whiteley, Paul (2017). Brexit: Why Britain Voted to Leave the European Union. [S.l.]: Cambridge University Press. ISBN 9781316605042
- Eatwell, Roger; Goodwin, Matthew (2018). National Populism: The Revolt Against Liberal Democracy. [S.l.]: Pelican Books. ISBN 9780241312001
- Goodwin, Matthew (2023). Values, Voice and Virtue: The New British Politics. [S.l.]: Penguin Books. ISBN 9780141999098

## Honrarias
Em 2014, aos 33 anos, Goodwin recebeu o Prêmio Richard Rose da Political Studies Association, concedido anualmente a um acadêmico em início de carreira por sua contribuição à pesquisa.
Seu livro, Revolt on the Right: Explaining Support for the Radical Right in Britain, foi pré-selecionado para o Prêmio Orwell de 2015.
Em 2023, seu livro Values, Voice and Virtue: The New British Politics foi listado pelo Financial Times como um dos livros de política do ano.